# WEEKEND (SUGIURUMNの曲)
「WEEKEND」（ウィークエンド）は、SUGIURUMNの2枚目のシングルである。2000年11月10日発売。

## 特徴
- フィーチャリングボーカルを取り入れた作品で、曽我部恵一をフィーチャーしている。カップリングには、Electric Glass Balloon時代のプロデューサーでもあった福富幸宏とCRUE-Lによるリミックスを収録している。
- 本作は約1か月後に発売されたアルバム『MUSIC IS THE KEY OF LIFE』に収録されている。

## 収録曲
1. WEEKEND (ORIGINAL) [7:11]
2. WEEKEND (YUKIHIRO FUKUTOMI REMIX) [8:40]
3. WEEKEND (CLUE-L ENTERTAINMENT ACID FUNK FUGUE) [9:30]
4. WEEKEND (INSTRUMENTAL) [7:11]